# Mario Ghella
Mario Ghella   (Chieri, 23 de juny de 1929 - Arenas de San Pedro, 10 de febrer de 2020) va ser un ciclista italià, que fou professional entre 1949 i 1956. Anteriorment, com a ciclista amateur, va prendre part en els Jocs Olímpics de Londres de 1948, en què guanyà la medalla d'or en la prova de velocitat individual.

## Palmarès
- 1945 (amateur)
  -  Campió d'Itàlia de velocitat
- 1946 (amateur)
  -  Campió d'Itàlia de velocitat
- 1947 (amateur)
  -  Campió d'Itàlia de velocitat
- 1948 (amateur)
  -  Medalla d'or a la prova de velocitat individual als Jocs Olímpics
  -  Campió del món de velocitat
  -  Campió d'Itàlia de velocitat
- 1951
  -  Campió d'Itàlia de velocitat